# Kurfürstendamm (Film)
Kurfürstendamm ist ein deutscher Stummfilm von Richard Oswald mit Conrad Veidt als Satan, Asta Nielsen in einer Dreifachrolle und Erna Morena in einer weiteren Hauptrolle.

## Handlung
Der Teufel langweilt sich in der Hölle zu Tode und will sich daher in Berlin herumtreiben. Auf dem von lauter Sündern bevölkerten Kurfürstendamm glaubt der hässliche Hinkefuß, besonders prächtige zukünftige Exemplare für seine Unterwelt begutachten zu können. Des Teufels Großmutter gibt ihrem satanischen Sohn sogar eine Banknotenpresse mit in die Hand, damit er sich vor Ort im Sündenpfuhl austoben kann. Der Teufel begegnet sehr verschiedenartigen Menschen, darunter das kesse Girl Lissy und die Köchin Marie, die unbedingt zum Film will und dort schließlich auch Karriere macht. Der Teufel erfährt Menschliches und Allzumenschliches, verliebt sich, wird ausgelacht und betrogen, sogar bestohlen und stellt am Ende sogar einen Film auf die Beine. Eines Tages werden ihm die menschlichen Abgründe aber zu viel und er sehnt sich nach seiner höllischen Heimat zurück. Freudig kehrt er heim zu Großmutter in die Hölle.

## Produktionsnotizen
Kurfürstendamm, Untertitel: „Ein Höllenspuk in 6 Akten“, entstand im Frühjahr 1920, war 2424 Meter lang, verteilt auf sechs Akte, und erhielt beim Passieren der Filmzensur am 12. Juli 1920 Jugendverbot. Die Uraufführung erfolgte am 30. Juli 1920.
Die Filmbauten entwarf Hans Dreier. Die Uraufführung in den Richard-Oswald-Lichtspielen Berlin begleitete der Wiener Komponist Hans May (eigtl. Johannes Mayer) am Klavier.

## Kritik
„‚Ein Höllenspuk in 6 Akten‘ nennt sich das Werk, das sich zwar wenig des Spukhaften, dafür aber eine Fülle des Erheiternden bietet. Der beliebte Regisseur wandelt in vollständig neuen Bahnen. Unter Verzichtleistung auf die sonst die Hauptingredienz des Lustspiels bildende Situationskomik, sucht er lediglich durch das Spiel der Darsteller zu wirken, und hat sich hierzu allererste Kräfte verschrieben.“